# Trochalus monticola
Trochalus monticola är en skalbaggsart som beskrevs av Frey 1974. Trochalus monticola ingår i släktet Trochalus och familjen Melolonthidae. Inga underarter finns listade i Catalogue of Life.